# Cerâmica campaniense
A cerâmica campaniense ou de verniz preto é um tipo de cerâmica de mesa com esmalte preto originária da Itália (Campania, Etruria, etc.) entre finais do século IV a. C. e o último quarto do século I a.C. Foi abundantemente imitada por numerosas oficinas da Gália, de onde chegou à Península Ibérica, especialmente, depois da Segunda Guerra Púnica.
Na península ibérica começaram a chegar depois da expedição de Décimo Júnio Bruto junto com  a moeda romana. Os fragmentos de cerâmica de verniz negro de época romana ilustram momentos importantes da chegada do exército romano, da sua instalação e consequentemente da alteração dos padrões de consumo inclusive na actual Lisboa entre meados da segunda metade do século II a.C. e finais do I a.C.

## Tipologia

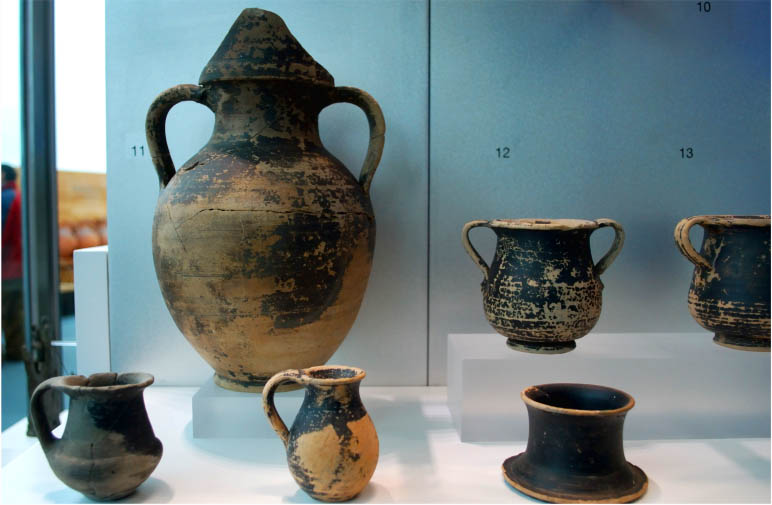
Cerâmica campaniense republicana procedente de um pecio romano encontrado na ilha de Escombreras (Cartaxena).

### Cerâmica campaniense A
Precedido pelo chamado pré- ou protocampaniense, o campaniense A foi a primeira e mais importante exportação de cerâmica de solo italiano, com um grande volume de produção em todo o Mediterrâneo central e ocidental, sobretudo depois da Segunda Guerra Púnica. A sua produção centra-se principalmente nos obradoiros de Nápoles.
É feito com argilas da ilha de Ischia, caracterizadas pela sua cor avermelhada, a sua dureza e a presença de partículas de mica. O verniz, por sua vez, tem uma qualidade desigual e reflexos que vão desde o avermelhado a cinzento ou azulado. O pé apresenta pegadas digitais, o que indicaria que o verniz foi aplicado mergulhando a peça no líquido.
No que diz respeito à decoração destas peças, o mais comum são as estampas em relevo no interior das peças. A decoração pintada em branco ou marron também aparece em forma de círculos concêntricos.

### Cerâmica campaniense B
A sua produção começou em Etrúria em meados do século II a. C., expandindo-se posteriormente pelo Mediterrâneo ocidental. As suas formas imitam as dos recipientes metálicos com grande qualidade.

### Cerâmica campaniense C
Mantém formas similares ao campaniense B, a sua fabricação centra-se na região de Siracusa. Apresenta um verniz preto muito denso que cobre a metade superior das peças e o interior. A sua cronologia situa-se entre o 150 a. C. e 50 a. C.

### Outros artigos
- Olaría da Grécia antiga